# Mario Schmolka
Mario Schmolka (geboren 1975 in Wien) ist ein österreichischer Mode- und Porträtfotograf.

## Leben und Werk
Schmolka absolvierte das Kolleg für Fotografie  an der Höheren Graphischen Bundes-Lehr- und Versuchsanstalt in Wien und übernahm eine Assistenz bei Andreas Bitesnich. Es folgte ein zweijähriger Aufenthalt in Mailand, wo er für die Modefotografen Aldo Fallai, Thomas Schenk, Liz Collins und Michael Wooley arbeitete und u. a. bei Produktionen für Versace, Moschino, Prada, Etro und Trussardi assistierte. 
Zurück in Wien machte er sich selbständig und fotografierte rasch für internationale Marken und Modezeitschriften, wie die deutsche Vogue und die italienische Vanity Fair, für Glamour, Amica, Issue One, GQ oder das Austrian Magazine for Fashion and Photograph, Peng!. Zu seinen Kunden zählen Astor, Cartier, Estée Lauder, H&M, Luisa Cerano, Olymp, Palmers, Pantene, Peek & Cloppenburg, Procter & Gamble, Panasonic, Rimmel London, Silhouette, D. Swarovski und Wella.
Seine persönliche Sicht der Welt hat er 2005 im Bildband Intense veröffentlicht  – er nennt diese Arbeiten „intime Porträts“ – und anschließend in zwei Einzelausstellungen gezeigt. Neben seiner Fashion- und Beauty-Arbeit porträtiert er Persönlichkeiten, insbesondere der Modewelt, wie Tommy Hilfiger, Aerin Lauder, Karim Rashid, Manolo Blahnik oder Bar Refaeli. Er ist auch als Gastlektor am Art Institute of New York City tätig.
Schmolka, seine Frau Katja und die beiden Söhne Nils und Marvin lebten von 2008 bis 2014 in New York City und verlegten danach ihren Lebensmittelpunkt nach  Malibu (Kalifornien). Er selbst teilt seine Arbeitszeit zwischen Europa und den Vereinigten Staaten.

## Ausstellungen
- UFO-Space Frankfurt
- 2006 WestLicht, Wien

## Buchpublikation
- Intense. Mit Vorworten von Andreas Bitesnich und Christian Satek. Hg. von Karsten Thormaehlen. DAAB-Verlag, Köln 2005, ISBN 3-937718-45-1.

## Auszeichnung
- 2012 Vienna Fashion Award in der Kategorie Best Photographer